# 替喹胺
替喹胺是一种含氮杂环有机硫化合物，化学式C11H14N2S，带有硫代酰胺官能团，能用作胃酸合成的抑制剂。